# A Troublesome Wink
A Troublesome Wink è un cortometraggio muto del 1914 diretto da Al Christie. Prodotto dalla Nestor di David Horsley e distribuito dall'Universal Film Manufacturing Company, aveva come interpreti Eddie Lyons, Lee Moran e Victoria Forde.

## Trama
Eddie e sua moglie Vicky sono una coppia felicemente sposata. Affezionati l'uno all'altra, hanno però un problema perché lei soffre di una malattia nervosa che le fa strizzare l'occhio nei momenti più inopportuni, dando l'impressione di fare l'occhiolino. L'oculista che consultano dice che non si tratta di niente di serio e consiglia alla signora un soggiorno sulla spiaggia. Eddie, però, non potrà accompagnarla per i suoi impegni di lavoro e si rassegna a mandarla via da sola. Gli equivoci, però, nascono subito, appena Vicky, che non riesce a bloccare il suo tic, comincia a strizzare l'occhio: alcuni uomini, tra i quali anche Lee, un amico di Eddie, cominciano a seguirla. L'amico è convinto che lei stia amoreggiando con quegli sconosciuti e, disgustato, telefona a Eddie per avvisarlo della cosa. Il marito, sconvolto, si arma di pistola e parte anche lui alla volta della spiaggia dove incontra Lee che gli mostra quello che sta accadendo davanti ai loro occhi. La moglie, inconsapevole, si sta trascinando dietro tutto un codazzo di ammiratori che la stanno seguendo per la spiaggia. Geloso, Eddie si mette a sparare. Lee, che vorrebbe fermarlo, va da Vicky che finalmente gli spiega cosa stia succedendo. I due vanno alla ricerca di Eddie che sta correndo dietro ai corteggiatori sul bagnasciuga. La moglie, allora, riesce a calmare il marito che si scusa per il proprio comportamento.

## Produzione
Il film fu prodotto dalla Nestor Film Company.

## Distribuzione
Distribuito dall'Universal Film Manufacturing Company, il film - un cortometraggio di una bobina - uscì nelle sale cinematografiche statunitensi il 18 settembre 1914.